# فيليكس بايبس
فيليكس بايبس (بالألمانية: Felix Pipes)‏ هو لاعب كرة مضرب نمساوي، ولد في 15 أبريل 1887 في براغ في التشيك، وتوفي في القرن العشرين.

## وصلات خارجية
- فيليكس بايبس على موقع الاتحاد الدولي لكرة المضرب (الإنجليزية)
- فيليكس بايبس على موقع أوليمبيديا (الإنجليزية)